# Brug 292
Brug 292 is een vaste brug in Amsterdam-Centrum. 
Ze vormt de verbinding tussen de Koningsstraat en Korte Koningsstraat en voert daarbij over de Krom Boomssloot. Rondom de brug is een aantal gemeentelijke en rijksmonumenten gelegen. Twee van die rijksmonumenten Krom Boomssloot 18-20 dragen de naam Schottenburch, tot april 2016 naamgevers van de officieuze benaming van de brug (Schottenburgbrug). In die maand trok de gemeente Amsterdam alle officieuze benamingen van bruggen in en sindsdien gaat de brug weer alleen onder haar nummer door het leven.
Er ligt hier al eeuwen een brug. Op de kaart van Pieter Bast uit 1599 is hier al een enkele ophaalbrug ingetekend. Opvallend is daarbij dat stadinwaarts er grote gaten zitten in de bebouwing, terwijl staduitwaarts alles lijkt volgebouwd. De plattegrond van Balthasar Florisz. van Berckenrode uit 1625 laat hier ook al een ophaalbrug zien, al leidt die dan over de Boom Dwarssloot tussen de Coninck Straet en Korte Coninck Straat. Op de kaart van Gerrit de Broen uit 1737 laat ook een ophaalburg zien.  De moderne geschiedenis van de brug begint in 1847. Toen schreef de gemeente Amsterdam een aanbesteding uit voor het vernieuwen van deze brug. Die brug was al in 1889 aan vervanging toe, samen met brug 290. De beide bruggen lijken dan ook sterk op elkaar. Een aannemer zag kans de twee bruggen voor nog geen 9000 gulden (samen) te bouwen volgens een ontwerp van de Dienst der Publieke Werken, vermoedelijk Bastiaan de Greef en/of Willem Springer. Het rijdek bestond toen nog uit houten planken, hetgeen tot diep in de 20e eeuw het geval bleef. De brug is na de jaren zestig van de 20e eeuw een keer vernieuwd; zij heeft sindsdien een wegdek van klinkers. Aan de landhoofden en walkanten is zoutschade te zien. 

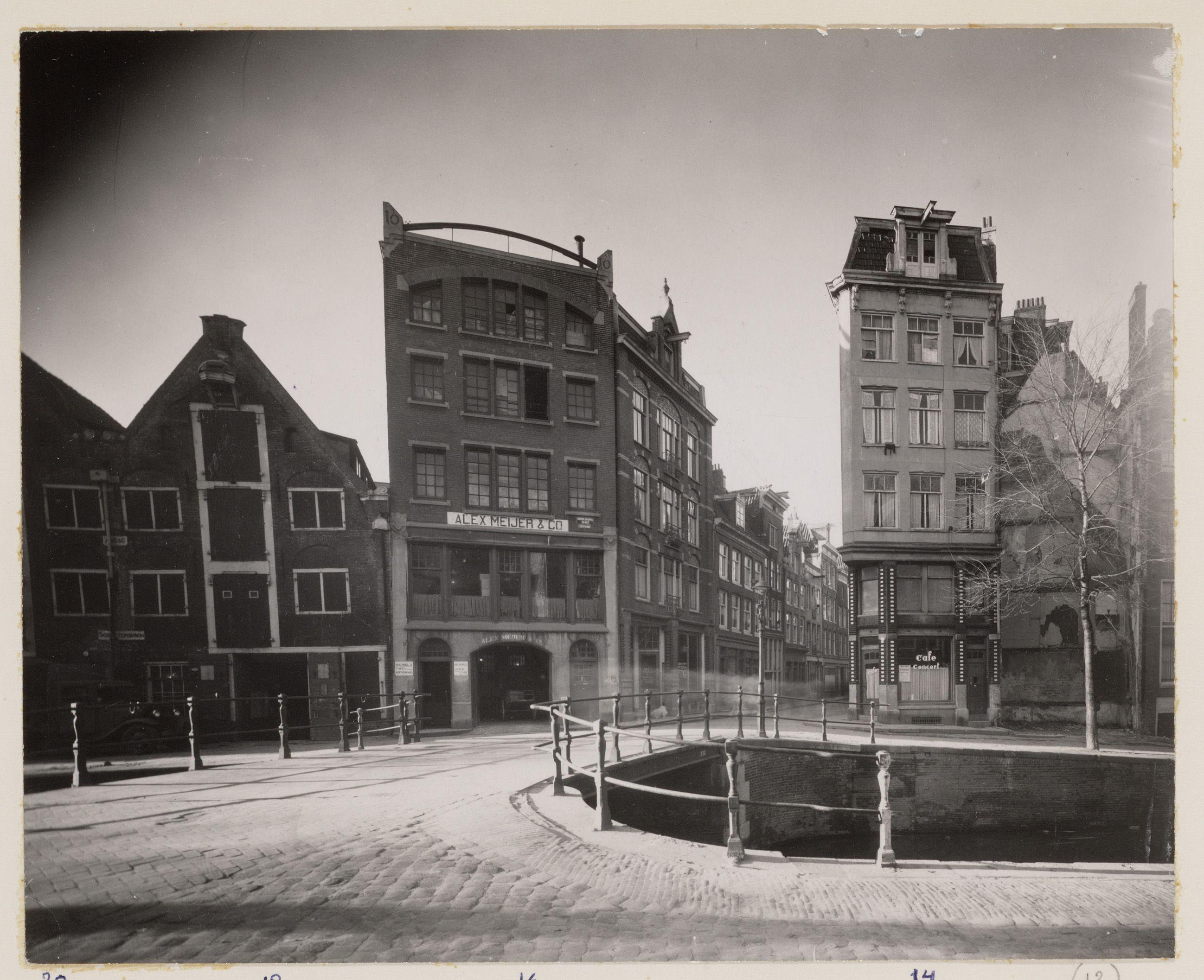
Brug 292 in 1946

<<< · 200 · 201 · 202 · 203 · 204 · 205 · 206 · 207 · 208 · 209 ·  210 · 211 · 212 · 213 · 214 · 215 · 216 · 217 · 218 · 220 · 221 · 222 · 223 · 224 · 225 · 226 · 227 · 228 · 228P · 229 · 230 · 231 · 232 · 233 · 234 · 235 · 236 · 237 · 238 · 239 ·  240 · 241 · 242 · 243 · 244 · 245 · 246 · 247 · 248 · 249 ·  250 · 251 · 252 · 253 · 254 · 255 · 256 · 257 · 258 · 259 · 260 · 261 · 262 · 263 · 264 · 265 · 266 · 267 · 270 · 271 · 272 · 273 · 274 · 275 · 277 · 278 · 279 · 280 · 281 · 283 · 285 · 286 · 287 · 288 · 289 · 290 · 291 · 292 · 293 · 295 · 296 · 297 · 298 · 299 · >>>
Brugnummers 219, 268, 269, 276, 282, 284, 294 zijn niet (meer) in omloop.